# Luz característica

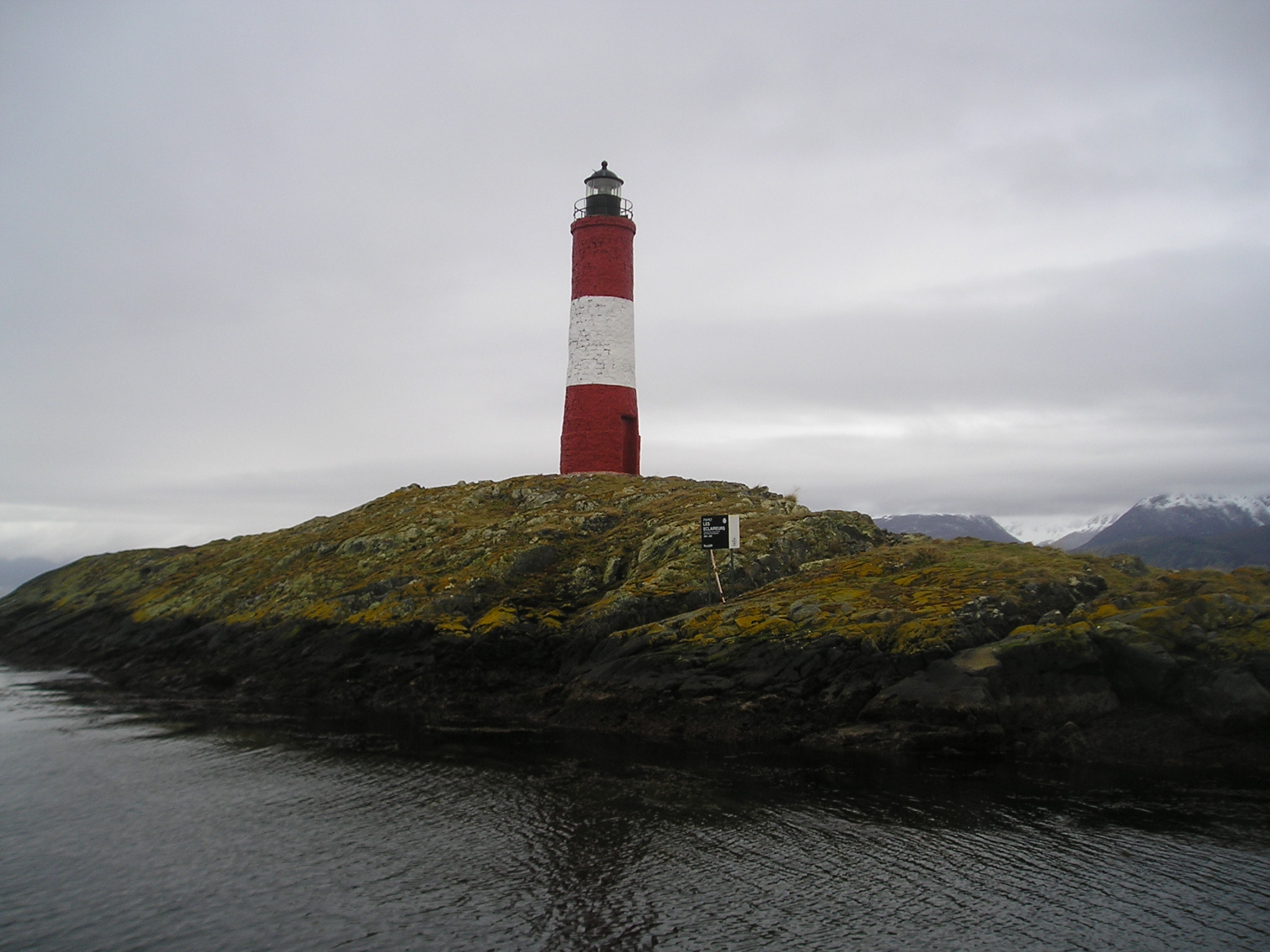
Faro Les Éclaireurs, en Tierra del Fuego.

La luz característica, apariencia o, simplemente, característica es un código descriptivo que sirve para identificar en las cartas náuticas, o por observación a simple vista, a una determinada señal luminosa de ayuda a la navegación marítima, como pueden ser faros, buques faro, enfilaciones, balizas, boyas o luces de puerto y sirve para reconocerlas y diferenciarlas visualmente entre ellas. La información que proporciona este sistema es muy importante en la navegación marítima, ya que permite conocer el tipo de luz que emite una señal determinada, su color, las características del destello, el número de ellos y su ciclo o ritmo, lo cual permite diferenciarlas de otras próximas.
Un ejemplo de característica podría ser GpD(3)BR 10s 41m 25M. Esto indica que se trata de una señal donde GpD(3) indica la característica de los destellos (grupos de tres destellos), BR determina el color de la luz emitida (en este caso luz blanca, lo habitual; además luz de color rojo que se suele utilizar en sectores y señala un sector de peligro por donde no se debe navegar. También puede ser BV, blanco y verde, sector libre blanco, sector de acceso a entrada —canal o puerto o abrigo— verde, BRV, blanco, rojo y verde, que agrupa los tipos anteriores: libre, peligro y acceso), 10s, determina la duración del ciclo completo (o fases de las luces) de grupos de destellos, 41m, especifica que el plano focal de la señal luminosa se encuentra a 41 metros de altura sobre el nivel del mar, y 25M aclara que la señal tiene un alcance visual (usualmente indicando su valor nominal) de 25 millas náuticas, que vendrá determinado por la altura a que se encuentre la señal y la intensidad de la misma, afectándole en su detrimento factores tales como la curvatura terráquea o las condiciones meteorológicas.
Según el tipo de juego que proporcione la señal, no siempre podremos encontrar Grupos de destellos (GpD), que agrupa varios destellos y ocultaciones a un ritmo determinado entre sí, sino que también existen el destello único (D, que se repite en todo el ciclo), ocultaciones (Oc) y grupo de ocultaciones (GpOc, donde los períodos de oscuridad son más frecuentes o duraderos que los de luz), o, simplemente, luz fija (F).

## Tabla de significado y apariencia de luces
| Clasificación                                                              | Descripción | Característica | Abrev. española                  | Abrev. internac.               |
| -------------------------------------------------------------------------- | --- | --- | -------------------------------- | ------------------------------ |
| 1. Fija                                                                    | Luz que se presenta de manera constante y uniforme | | F                                | F                              |
| 2. De ocultaciones                                                         | La duración total de la luz en un periodo es más larga que la duración total de la oscuridad. Los intervalos de oscuridad tienen habitualmente la misma duración           | |                                  |                                |
| 2.1. De ocultaciones aisladas                                              | Las ocultaciones se van sucediendo de manera regular durante el periodo | | Oc                               | Oc                             |
| 2.2. Grupo de ocultaciones                                                 | Los grupos de un número determinado de ocultaciones se van sucediendo de manera regular                                                                                    | | GpOc(2)                          | Oc(2)                          |
| 2.3. Grupo complejo de ocultaciones                                        | Similar a 2.2. salvo porque dos grupos sucesivos, dentro de un mismo periodo, tienen diferente número de ocultaciones                                                      | | GpOc(3+4)                        | Oc(3+4)                        |
| 3. Isofase                                                                 | Las duraciones de los periodos de luz y oscuridad son iguales dentro de un mismo periodo                                                                                   | | Iso                              | Iso                            |
| 4. Destellos                                                               | La duración de la fase de luz dentro de un mismo periodo es más corta que la duración de la fase de oscuridad. Las apariciones de luz (destellos) tienen la misma duración | |                                  |                                |
| 4.1. Destellos aislados                                                    | Los destellos se van sucediendo de manera regular a una frecuencia inferior a 50 por minuto                                                                                | | D                                | Fl                             |
| 4.2. Destellos largos                                                      | Los destellos aislados tienen una duración mínima de 2 segundos (destello largo) y se van sucediendo de manera regular                                                     | | DL                               | LFl                            |
| 4.3. Grupo de destellos                                                    | Sucesión regular de un grupo con un número determinado de destellos | | GpD(3)                           | Fl(3)                          |
| 4.4. Grupo complejo de destellos                                           | Similar a 4.3. salvo porque dos grupos sucesivos, dentro de un mismo periodo, tienen diferente número de destellos                                                         | | GpD(3+2)                         | Fl(3+2)                        |
| 5. Centelleante                                                            | Los destellos (centelleos) se van sucediendo a una frecuencia comprendida entre 50 y 80 destellos por minuto                                                               | |                                  | Q W                            |
| 5.1. Grupos de destellos rápidos                                           | Un conjunto de destellos rápidos se repiten regularmente | |                                  | Q(9)W                          |
| 5.2. Grupos de destellos rápidos más un destello largo                     | Un conjunto de destellos rápidos seguidos de un destello largo dentro de un mismo periodo                                                                                  | |                                  | Q(6)+ Lfl W                    |
| 5.3. Grupos de destellos rápidos interrumpidos                             | Un conjunto de destellos rápidos se interrumpen por un prolongado eclipse                                                                                                  | |                                  | IQ W                           |
| 6. Centelleante rápida                                                     | Los destellos (centelleos) se van sucediendo a una frecuencia comprendida entre 80 y 160 destellos por minuto                                                              | |                                  | VQ W                           |
| 6.1. Grupos de destellos muy rápidos.                                      | Un conjunto de destellos muy rápidos repetidos en forma regular | |                                  | VQ(3)W                         |
| 6.2. Destellos rápidos interrumpidos                                       | Una secuencia de destellos muy rápidos es interrumpida de forma regular | |                                  | IVQ W                          |
| 7. Centelleante ultrarrápida                                               | Los destellos (centelleos) se van sucediendo a una frecuencia de 160 destellos por minuto o más                                                                            | |                                  | UQ W                           |
| 7.1. Destellos ultrarrápidos interrumpidos                                 | Una secuencia de destellos ultra rápidos es interrumpida de forma regular por eclipses de larga duración                                                                   | |                                  | IUQ W                          |
| 8. Señales Morse                                                           | Las apariciones de luz tienen dos duraciones claramente diferentes y están agrupadas para formar una o varias letras del alfabeto morse (Letra K: raya punto raya)         | | Mo(K)                            | Mo(K)                          |
| 8.1. Grupo de letras según el código morse                                 | Una secuencia de destellos según el código morse, seguido de un prolongado eclipse dentro del periodo                                                                      | |                                  | Mo (AR) W                      |
| 8.2. Números según código morse                                            | Una secuencia de destellos según el código morse, seguido de un prolongado eclipse dentro del periodo                                                                      | |                                  | Mo (4) W                       |
| 9. Fija y variada por destellos                                            | | |                                  |                                |
| 9.1. Fija y destello aislado                                               | Luz compuesta por una luz fija que se combina con una luz de destellos de mayor intensidad                                                                                 | | FD                               | FFl W                          |
| 9.2. Fija y grupo de destellos                                             | Luz compuesta por una luz fija combinada con una de grupo de destellos de mayor intensidad                                                                                 | |                                  | FFl (2) W                      |
| 10. Alternativa                                                            | Se muestran luces de distintos colores de manera alternativa | | Alt BVR                          | Al WGR                         |
| 10.1. Destellos alternando el color de la luz                              | Destello blanco y destello rojo dentro del periodo | |                                  | AlFl WR                        |
| 10.2. Grupo de destellos alternando color de los mismos dentro del grupo   | Destellos agrupados de color alternativo dentro del periodo | |                                  | AlFl RW                        |
| 10.3. Grupo de destellos alternando color de los mismos                    | Destellos consecutivos del mismo color alternando con otro dentro del periodo                                                                                              | |                                  | AlFl WWRR                      |
| 11. Ocultaciones sobre luz de color alternativo                            | Se muestran largos destellos de color alternativo cambiando durante breves ocultaciones                                                                                    | |                                  | Al Oc WR                       |
| 11.1. Grupo de ocultaciones sobre distintos destellos de color alternativo | Las ocultaciones dentro del grupo son breves mientras que las ocultaciones entre grupos son de mayor duración                                                              | |                                  | Al Oc WGR                      |
| 12. Destellos de color sobre luz fija blanca                               | Se muestran destellos de color combinados con luz fija | |                                  | Al F W Fl R                    |
| 12.1. Grupo de destellos alternativos sobre luz fija blanca                | Se muestra de destellos de color alternativo sobre una luz fija blanca | |                                  | Al F W Fl RG                   |
| 12.2. Grupo de destellos de igual color sobre fija blanca                  | Se muestran destellos de un mismo color agrupados sobre la luz fija | |                                  | Al F W Fl (3)G                 |
| 12.3. Grupos compuestos de color alternativo sobre la luz fija blanca      | El grupo de destellos compuesto por diversos colores sobre la luz fija blanca                                                                                              | |                                  | Al F W Fl WRR                  |
| Luz de sectores: Delimitación de sectores invariables                      | Ciclo o característica invariable con los sectores | Luz Fija De Destellos De Grupo de Destellos De Ocultaciones De Grupo de Ocultaciones. Presentan aspectos de color distintos en varios sectores del horizonte | FBVR DVB GpD(2)BR OcBR GpOc(2)VR | FWGR FlGW Fl(2)WR OcWR Oc(2)GR |
| Luz de sectores: Delimitación de sectores variables                        | Ciclo o característica variable con los sectores | Luz que muestra distinta apariencia y/o color en varios sectores del horizonte                                                                               | FBR+GpOc(2)BR FB+DB+GpD(2)B      | FWR&Oc(2)WR FW& FlW& Fl(2)W    |
| Señales unidireccionales                                                   | Luz direccional | | DirOcB                           | DirOcW                         |
|                                                                            | Aerofaro (luz aeronáutica) | | Aero-DBV                         | Aero-FlWG                      |
|                                                                            | Luces verticales sobre soporte | | FBV-(vert)                       | FWG-(vert)                     |
|                                                                            | Luces horizontales | | 4FV-(hor)                        | 4FG-(hor)                      |

En cursiva el color de las luces, que puede diferir de una señal a otra.